# Tysklands Grand Prix 1970
Tysklands Grand Prix 1970 var det åttonde av 13 lopp ingående i formel 1-VM 1970. Detta var första gången som loppet kördes på Hockenheimring. Anledningen var att man ansåg att säkerheten inte var tillfredsställande på Nürburgring, men tävlingen återvände dock dit säsongen 1971.

## Resultat
1. Jochen Rindt, Lotus-Ford, 9 poäng
2. Jacky Ickx, Ferrari, 6
3. Denny Hulme, McLaren-Ford, 4
4. Emerson Fittipaldi, Lotus-Ford, 3
5. Rolf Stommelen, Auto Motor und Sport (Brabham-Ford), 2
6. Henri Pescarolo, Matra,1
7. François Cévert, Tyrrell (March-Ford)
8. Jo Siffert, March-Ford (varv 47, tändning)
9. John Surtees, Surtees-Ford (46, motor)

### Förare som bröt loppet
- Graham Hill, R R C Walker (Lotus-Ford) (varv 37, motor)
- Chris Amon, March-Ford (34, motor)
- Clay Regazzoni, Ferrari (30, motor)
- John Miles, Lotus-Ford (24, motor)
- Jackie Stewart, Tyrrell (March-Ford) (20, motor)
- Mario Andretti, STP Corporation (March-Ford) (15, växellåda)
- Ronnie Peterson, Antique Automobiles/Colin Crabbe Racing (March-Ford) (11, motor)
- Pedro Rodríguez, BRM (7, tändning)
- Jackie Oliver, BRM (5, motor)
- Jack Brabham, Brabham-Ford (4, oljeläcka)
- Jean-Pierre Beltoise, Matra (4, upphängning)
- Peter Gethin, McLaren-Ford (3, gasspjäll)

### Förare som ej kvalificerade sig
- Brian Redman, Williams (De Tomaso-Ford)
- Andrea de Adamich, McLaren-Alfa Romeo
- Silvio Moser, Bellasi-Ford
- Hubert Hahne, Hubert Hahne (March-Ford)